# Stanisław Teisseyre
Stanisław Teisseyre (ur. 7 czerwca 1905 we Lwowie, zm. 2 stycznia 1988 w Poznaniu) – polski malarz, scenograf, rektor Państwowej Wyższej Szkoły Sztuk Plastycznych w Poznaniu i Akademii Sztuk Pięknych w Gdańsku (początkowo siedziba mieściła się w Sopocie), poseł na Sejm PRL I kadencji z okręgu Gdynia.

## Życiorys
Urodził się w rodzinie Wawrzyńca, profesora geologii, i Janiny z Ostoja-Polityńskich (1877–1953). Miał czterech braci: Jerzego Henryka (1902–1988), Henryka (1903–1975), Kazimierza (1904–1982) i Andrzeja (1911–2000). Po ukończeniu gimnazjum początkowo studiował rolnictwo. Ostatecznie w 1932 ukończył studia wyższe z dziedziny sztuki w Grupie Rysunkowej Politechniki Lwowskiej. Podczas studiów, w latach 1931–1933, był asystentem Jana Henryka Rosena. W 1935 był współorganizatorem Związku Zawodowego Artystów Plastyków we Lwowie. Dzięki stypendiom, w latach 1936–1938 uzupełniał studia malarskie we Francji i Włoszech. W latach 1939–1941 jako lwowiak należał do Związku Radzieckich Artystów Plastyków (podróżował m.in. do Moskwy i Charkowa).
Podczas okupacji niemieckiej we współpracy z Romanem i Margit Sielskimi zajmował się malowaniem i odnawianiem fresków na terenach województwa lwowskiego i tarnopolskiego. Od 1943 wraz z pierwszą żoną Marią był zaangażowany w pomoc ludności żydowskiej, działał we lwowskim oddziale Rady Pomocy Żydom („Żegota”), angażował się m.in. w pomoc żydowskim artystom więzionym w getcie.
Po zakończeniu wojny zakładał w Lublinie Związek Polskich Artystów Plastyków, wybrano go do krajowego Zarządu Głównego ZPAP (od 1952 przewodniczący). Pracował jako scenograf w Teatrze Wojska Polskiego w Lublinie, a później w Łodzi. Redagował pismo „Przegląd Artystyczny”. 
W 1947 otrzymał stopień profesora. W latach 1947–50 był dyrektorem poznańskiej Państwowej Wyższej Szkoły Sztuk Plastycznych, a od 1949 pierwszym rektorem Państwowej Wyższej Szkoły Sztuk Plastycznych w Poznaniu (w 1949 stanowisko dyrektora zostało oficjalnie zastąpione stanowiskiem rektora). Funkcję rektora pełnił ponownie w latach 1965–1978, a w latach 1951–1962 sprawował tę funkcję na sopocko-gdańskiej ASP. W tej ostatniej był także dziekanem Wydziału Malarstwa (1962–1965). W początkach kariery tworzył w stylu socrealizmu. Jako rektor poznańskiej PWSSP stworzył w kierowanej przez siebie instytucji wybitne grono pedagogiczne, decydujące o prestiżu tej uczelni. Zaprosił do Poznania m.in. Magdalenę Abakanowicz, Stanisława Zamecznika czy Tadeusza Brzozowskiego. 
W 1951 wstąpił do PZPR (wcześniej był związany ze Stronnictwem Demokratycznym), która wytypowała go na posła z okręgu Gdynia (1952–1956). 
Od 1958 był pierwszym mężem malarki Teresy Pągowskiej. Został pochowany 11 stycznia 1988 na cmentarzu Miłostowo w Poznaniu (pole 3, kwatera D-7).
Wybrane prace:

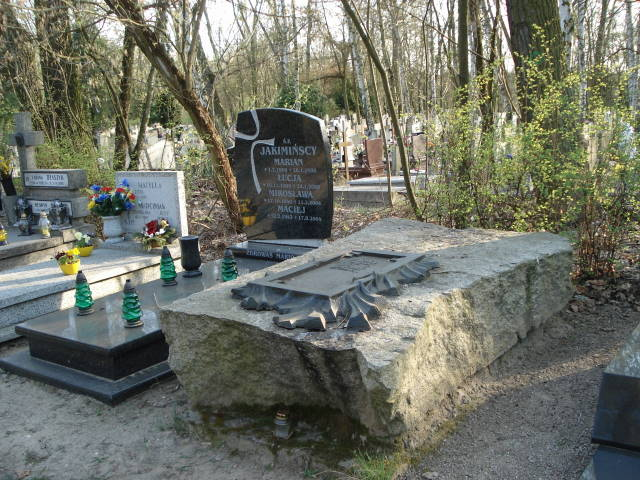
Nagrobek na cmentarzu Miłostowo

- polichromie i projekt witrażu prezbiterium poznańskiego kościoła pw. św. Jana Jerozolimskiego
- obrazy: Smuga światła; Roztopy; Port w Egipcie

Wystawy indywidualne: Lwów, Warszawa, Kraków, Łódź, Sopot, Poznań, Praga, Budapeszt, Sofia.

## Ordery i odznaczenia
- Krzyż Kawalerski Orderu Odrodzenia Polski (22 lipca 1952)[5]
- Złoty Krzyż Zasługi (7 czerwca 1947)[6]
- Srebrny Krzyż Zasługi
- Medal „Sprawiedliwy wśród Narodów Świata” (pośmiertnie, 29 kwietnia 2019)[7][8]

## Nagrody
- 1939 – Nagroda m. Lwowa
- 1951 – II nagroda na II Ogólnopolskich Wystawach
- 1952 – III nagroda na III Ogólnopolskich Wystawach
- 1952 – Nagroda Państwowa III stopnia (zespołowa) za obraz Pierwszomajowa manifestacja w roku 1905 wystawiony na Ogólnopolskiej Wystawie Plastyki[9]
- 1958 – Nagroda Plastyczna Miasta Gdańska
- 1961 – Nagroda II stopnia na Wystawie Malarstwa z cyklu „Polskie Dzieło Plastyczne w XV-lecie PRL”
- 1963 – Nagroda Okręgu ZPAP Gdańsk
- 1964 – Nagroda Ministra Kultury i Sztuki za działalność pedagogiczną

Źródło:.